# Hamburg Hannoverscher Bahnhof
Der Hannoversche Bahnhof (bis 1892 Venloer Bahnhof) war ein früherer Kopfbahnhof in Hamburg. Er wurde 1872 eröffnet und lag auf dem Großen Grasbrook auf dem Gelände des heutigen Lohseplatzes. Bis zur Ablösung durch den Hamburger Hauptbahnhof im Jahr 1906 war er Endpunkt für alle Personenzüge, die bei Hamburg von Süden kommend die Elbe überquerten. 
Von 1907 bis 1999 war er einer der wichtigsten Güterbahnhöfe Hamburgs (Hamburg Hgbf Han bzw. Hamburg Hauptgüterbahnhof). Zwischen 1940 und 1945 diente er als zentraler Hamburger Deportationsbahnhof für Juden, Sinti und Roma. Nach der Stilllegung wurde ein Teil des früheren Bahnhofsgeländes zur Gedenkstätte umgebaut. 

## Personenbahnhof 1872–1907
Der Venloer Bahnhof ging am 1. Dezember 1872 als Endpunkt der über die Elbbrücken führenden Bahnstrecke in Betrieb. Bauherr war die Köln-Mindener Eisenbahn-Gesellschaft (CME), die hier ihre Hamburg-Venloer Bahn, den deutschen Teil der internationalen Paris-Hamburger Bahn, enden lassen wollte. Da deren Teilstrecke zwischen Bremen und Harburg noch nicht gebaut war, bildete die Teilstrecke von Harburg nach Hamburg für zwei Jahre die lang ersehnte Fortsetzung der Bahnstrecke Lehrte–Harburg von ihrem bisherigen Endpunkt im hannoverschen Harburg. Ab dem 1. Juni 1874 war auch die Strecke zwischen Bremen und Harburg fertig und damit die direkte Verbindung vom Ruhrgebiet nach Hamburg, heute Bahnstrecke Wanne-Eickel–Hamburg genannt. Offiziell wurde der Venloer Bahnhof 1892 in Hannoverscher Bahnhof umbenannt. Daneben existierten im Volksmund die Bezeichnung Hannöverscher Bahnhof sowie eher scherzhaft Pariser Bahnhof. Vielleicht war diese Differenzierung aber auch sinnvoll, denn der nächste, im preußischen Harburg gelegene, Bahnhof nannte sich ebenfalls „Hannoverscher Bahnhof“ (bzw. „Staatsbahnhof“ von 1847).
Das Empfangsgebäude, entworfen vom Baumeister von Seggern, galt als das „wohl mächtigste, den großen alten Berliner Bahnhöfen ebenbürtige Bahnhofsgebäude der Gründerzeit Hamburgs“. Die Gründung des Bauwerks erfolgte auf Pfahlrosten, da der Boden sich als wenig tragfähig erwies. Das Empfangsgebäude mit getrennten Bauten für Abfahrt und Ankunft entsprach dem Schema eines Kopfbahnhofs dieser Zeit: Im Südwesten lag der Bau für abfahrende Reisende mit einem weitvorgezogenen Flügelbau und einer Vorhalle. Der Ankunftsbau war langgestreckt und damit für den stoßweisen Andrang von Reisenden ankommender Züge ausgelegt. Ein großes Vordach ermöglichte die Aufstellung vieler Droschken zur Weiterfahrt in die Stadtmitte. Beide Gebäude verband eine gut 37 Meter breite Bahnhofshalle, die die fünf Gleise überspannte.

Ehemalige Bahnhöfe und Hauptbahnhof ab 1906

Zur Stadtseite schloss ein Portikus mit fünf Bögen die Bahnhofshalle ab. Da alle Gleise durch die Bögen auf den Vorplatz führten, war der Bahnhof betrieblich gesehen eine Mischung aus Kopf- und Durchgangsbahnhof. Drei der Gleise endeten an einer Drehscheibe, die beiden anderen bildeten den Anfang der Hamburg-Altonaer Verbindungsbahn. Sie benutzte bis zum Bahnhof Klosterthor das Straßenpflaster, so dass die Züge nur im Schritttempo verkehren durften und dabei von einem mit einer Warnglocke und einer Fahne ausgerüsteten Eisenbahner zu Fuß zu begleiten waren. Richtung Harburg verlief die Strecke vom Venloer Bahnhof zunächst etwa einen Kilometer lang nach Osten und wandte sich dann nach Süden, um die Elbe zu überqueren.
Im Umfeld des Empfangsgebäudes befand sich an der Abfahrtsseite ein Postamt, südlich war das Bahnbetriebswerk mit zwei Lokschuppen und einer Werkstatt angeordnet. Weiter nördlich und längs der Strecke zur Elbbrücke entstanden Anlagen für den Güterverkehr mit mehreren Güterschuppen, die teilweise dem direkten Umschlag vom Wasser zur Bahn dienten. Nach Westen bestand mit einer Brücke über den Magdeburger Hafen Anschluss an die Hamburger Hafenbahn.
Nach der Bildung des Hamburger Freihafens im Oktober 1888 ging der südliche Teil des Bahngeländes an die Stadt Hamburg über, die hier den Hafenbahnhof Versmannkai (später Hamburg-Kai rechts) einrichtete. Zwischen beiden Bahnhöfen verlief die Zollgrenze des Freihafens, die durch einen Zaun gesichert war. Für Übergabefahrten standen zwischen beiden Bahnhöfen Gleisverbindungen zur Verfügung. Als Ersatz für die weggefallenen Flächen entstand der Rangierbahnhof Wilhelmsburg. Er übernahm den Güterverkehr für das Gebiet um den späteren linkselbischen Hafenbahnhof Niedernfelde, der zuvor über den Venloer Bahnhof abgewickelt worden war.
Nach der Inbetriebnahme des Hamburger Hauptbahnhofs im Dezember 1906 wurde der Hannoversche Bahnhof im Herbst 1907 für den Personenverkehr geschlossen. Fortan diente er nur noch in Ausnahmefällen als Personenbahnhof, beispielsweise bei Überlastung des Hauptbahnhofs für den Ausflugsverkehr, für Züge mit Auswanderern zum Hafen oder im Ersten Weltkrieg für Transporte zur Front und den Rücktransport von Verwundeten. Nach Kriegsende kehrte das Reserve-Infanterie-Regiment Nr. 76 im Dezember 1918 über den Bahnhof nach Hamburg zurück.

## Güterbahnhof 1907–1940
Zeitgleich mit dem Bau des Hauptbahnhofs entstand ein auch als „Pfeilerbahn“ bezeichnetes Viadukt, das das Gelände des Hannoverschen Bahnhofs kreuzungsfrei überquerte. Das Bauwerk bestand aus 126 Gewölben mit einer lichten Weite von sechs Metern, die teils zugemauert und als Diensträume der Eisenbahn benutzt wurden. Die Pfeilerbahn diente als Zulaufstrecke von der seit 1893 viergleisig ausgebauten Norderelbbrücke zum Hauptbahnhof. An die Pfeilerbahn schloss sich die Oberhafenbrücke an, eine zweigeschossige Drehbrücke mit vier Gleisen für die Bahn in der oberen und zwei Fahrspuren für den Straßenverkehr in der unteren Ebene. Auf der Pfeilerbahn eröffneten 1908 zwei Haltepunkte für den Vorortverkehr: Elbbrücken nahe der Norderelbbrücke und Oberhafen südlich der Oberhafenbrücke. Hermann Textor von der Lübeck-Büchener Eisenbahn-Gesellschaft hatte bereits 1902 den hamburgischen Lübecker Güterbahnhof geschlossen und deren Bahnlinie mit dem im Februar 1903 in Betrieb gehenden Güterbahnhof des Hannoverschen Bahnhofs im Stadtteil Rothenburgsort, was später das erste Teilstück der späteren Güterumgehungsbahn Hamburg wurde, verbunden. Auch hierfür war zur Überquerung des Oberhafens eine Drehbrücke erforderlich.

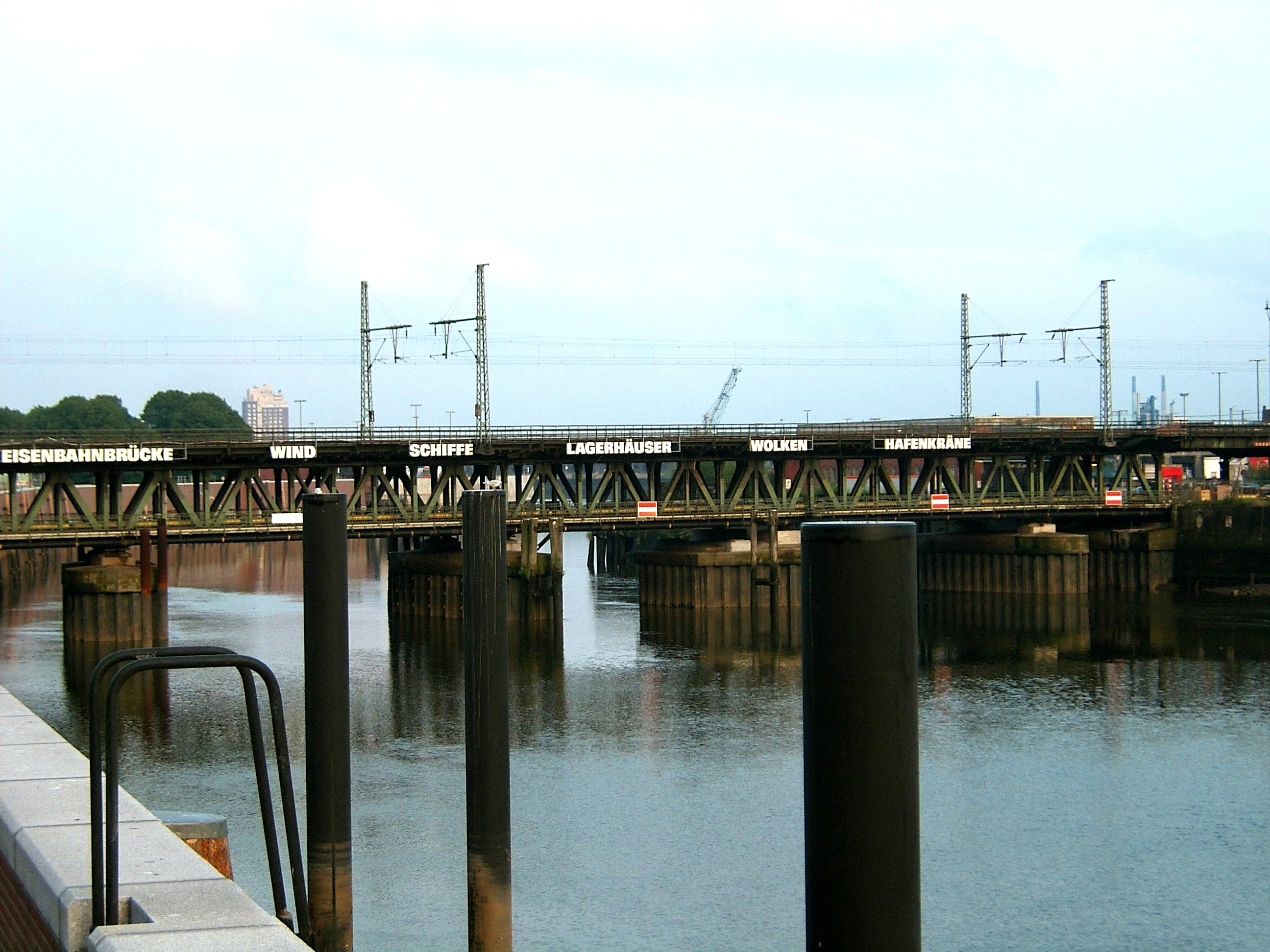
Die Oberhafenbrücke im Jahr 2005

Der Personenbahnhof diente ab 1907 baulich nahezu unverändert dem Eilgutverkehr. Etwa zeitgleich begann der Umbau mehrerer Güterschuppen, die dem Stückgutverkehr vorbehalten waren. Nördlich des alten Personenbahnhofs befand sich eine Freiladeanlage mit 14 Gleisen, weitere Freiladegleise am Oberhafen im Osten wurde für den Kohlenumschlag benutzt. Eines der vier Stellwerke wurde in den 1920er Jahren durch ein elektromechanisches Brückenstellwerk ersetzt, das fast 30 Meter lange Gebäude überspannte mehrere Gleise und war im Süden an die Pfeilerbahn angebaut. An gleicher Stelle wurde über der Pfeilerbahn eine Blockstelle für die Personengleise erbaut.
In den 1930er Jahren wurde im Hauptgüterbahnhof der überwiegende Teil der Eilgüterzüge für Hamburg aufgelöst bzw. von Hamburg gebildet. Güterzüge in der Relation Wilhelmsburg–Rothenburgsort mussten im Hauptgüterbahnhof die Fahrtrichtung wechseln. Dies betraf 1938 durchschnittlich 57 Züge pro Tag, die infolge der steilen Rampen zu den unmittelbar an den Bahnhof anschließenden Brücken über die Norderelbe und den Oberhafen zum Teil nachgeschoben werden mussten. Unter anderem zur Entlastung des Hauptgüterbahnhofs war seit den 1920er Jahren die südliche Verlängerung der Güterumgehungsbahn geplant worden. Der Bau unterblieb infolge des Zweiten Weltkrieges.

## Zentraler Hamburger Deportationsbahnhof 1940–1945

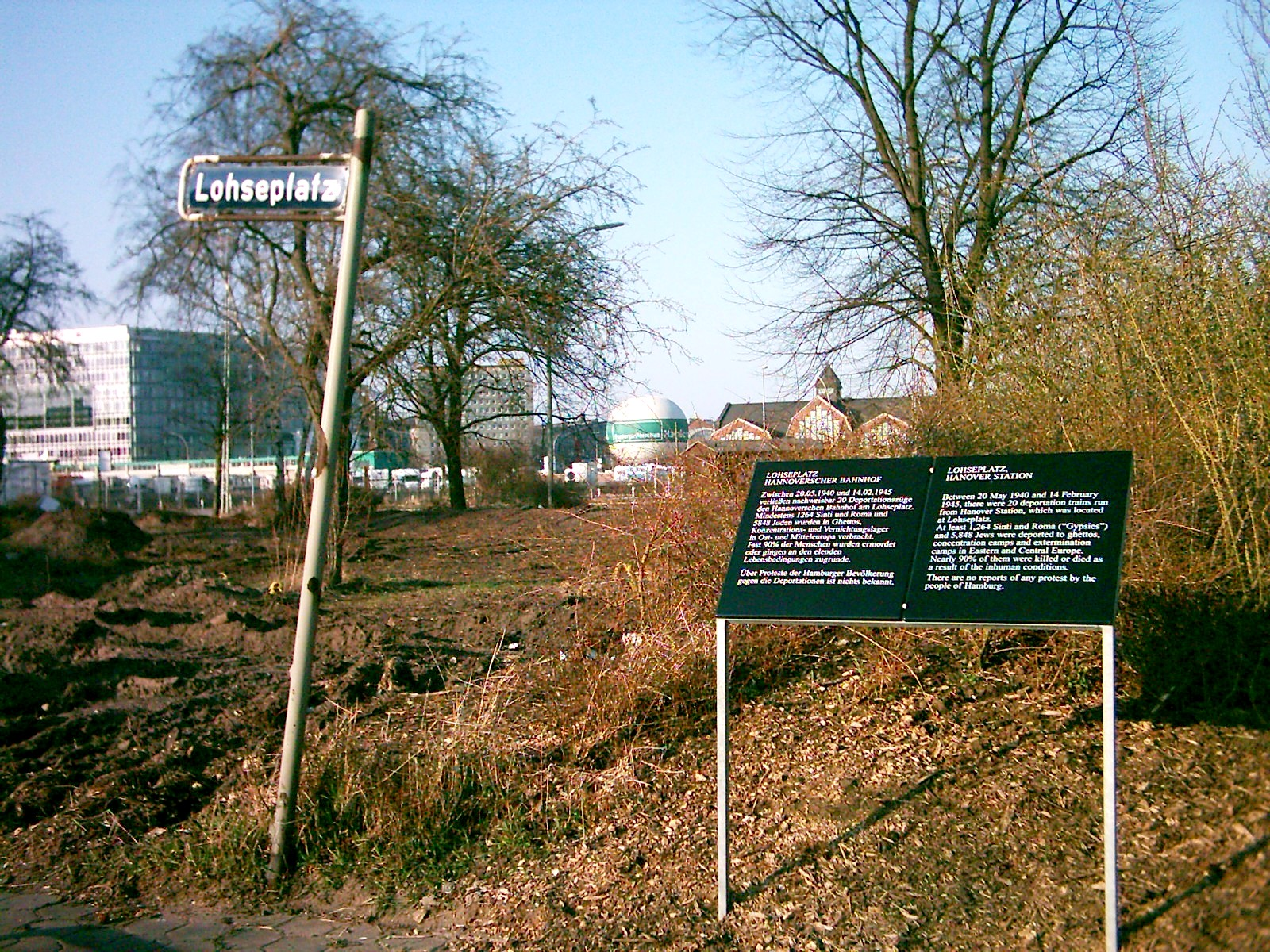
Gedenktafel an die Deportierten vom Hannoverschen Bahnhof, Lohseplatz im Jahr 2007

In der NS-Zeit war der Bahnhof zwischen 1940 und 1945 zentrale Stelle für die Deportation von Juden, Sinti und Roma. Dabei dürfte die trotz der Nähe zum Stadtzentrum randständige Lage des Bahnhofs im Sinne der Verantwortlichen gewesen sein, da Deportationen vom „Hauptbahnhof vermutlich ein zu großes öffentliches Aufsehen erregt hätte[n]. Dennoch waren die Deportationen vom Hannoverschen Bahnhof kein Geheimunternehmen, das der Hamburger Öffentlichkeit verborgen blieb.“
Am 16. Mai 1940 nahmen Kommandos der Kriminalpolizei etwa 550 Sinti und Roma in Hamburg fest, weitere etwa 200 aus Schleswig-Holstein und rund 160 aus Bremen. Sie wurden vier Tage lang im Fruchtschuppen 10 am Magdeburger Hafen interniert. Am 20. Mai 1940 deportierte man sie vom nahegelegenen Hannoverschen Bahnhof in die Arbeitslager der Gemeinde Bełżec.
Zwischen dem 20. Mai 1940 und dem 14. Februar 1945 verließen Hamburg vom Hannoverschen Bahnhof aus 20 Transporte, mit denen über 8000 Juden, Sinti und Roma in osteuropäische Ghettos (Lodz, Minsk, Riga, Theresienstadt) oder Vernichtungslager (Auschwitz-Birkenau, Bełżec) deportiert wurden. Mindestens 6500 von ihnen fanden dort den Tod, wahrscheinlich überlebten wesentlich weniger als 1000 Personen.
Rund 2000 Personen wurden als sogenannte 999er – Zwangsrekrutierte der Strafdivision 999 – vom Bahnhof in das Lager Heuberg deportiert.

## Güterbahnhof 1945–1999
Bei Kriegsende waren weite Teile des Güterbahnhofs durch Luftangriffe stark beschädigt oder zerstört. Die Haltepunkte Oberhafen und Elbbrücke waren nach den Luftangriffen geschlossen worden und wurden nach 1945 nicht wieder eröffnet. Am 16. Oktober 1955 wurde das im Krieg beschädigte Portal des Empfangsgebäudes gesprengt, die Seitenflügel blieben bis 1981 erhalten und wurden von Speditionen und Bahndienststellen genutzt. Das Bahnbetriebswerk Hamburg Han wurde 1953 aufgelöst, die Leistungen gingen an das Bahnbetriebswerk Hamburg-Rothenburgsort. Zum 1. Juni 1964 wurde der Bahnhof, der seit 1930 offiziell Hamburg Hgbf Han hieß, in Hamburg Hauptgüterbahnhof umbenannt.
Der Gleisanschluss des 1962 eröffneten Hamburger Großmarktes gehörte organisatorisch zum Hauptgüterbahnhof, die Bedienung erfolgte vom Bahnhof Rothenburgsort aus. Östlich des Großmarktes entstand eine Freiladeanlagen mit 13 Gleisen und einem Ablaufberg. Ungefähr 200 Güterwagen pro Tag wurden am Großmarkt entladen. Auch die Deichtor-Markthallen waren über die Freiladeanlagen des Hauptgüterbahnhofs mit Obst, Gemüse und Blumen versorgt worden. Ab den 1950er Jahren diente der Bahnhof dem Huckepackverkehr, zudem wurden Güterwagen auf Straßenroller umgeladen und Schausteller- und Zirkuszüge abgefertigt.
1968 wurden in der Güterabfertigung 27.000 Wagenladungen im Empfang und 43.500 Wagenladungen im Versand behandelt. Dabei wurden 31.500 Tonnen Stückgut empfangen, 31.000 Tonnen versandt und 70.000 Tonnen umgeladen. Es bestanden direkte TEEM-Verbindungen nach Rotterdam, Stockholm, Bologna, Schnellgüterzüge verkehrten nach Basel Badischer Bahnhof, Düsseldorf-Derendorf, Köln-Gereon und München Süd. Ab 1969 wurde die Güterabfertigung Hauptgüterbahnhof für rund 10 Millionen DM modernisiert. Den Baumaßnahmen gingen Untersuchungen voraus, denen zufolge der weit überwiegende Teil der Kunden der Güterabfertigung aus dem Hamburger Stadtzentrum kam. Deshalb unterblieb die auch untersuchte Verlagerung der Güterabfertigung, da dies mit längeren Anfahrtswegen verbunden gewesen wäre.
Der Rangierbahnhof Maschen übernahm nach seiner Inbetriebnahme im Juli 1977 die Bildung von Eilgüterzügen für den Hamburger Raum, im Hauptgüterbahnhof verblieb die Stückgutabfertigung. Im September 1983 eröffnete die Harburger S-Bahn, die den Ostkopf des Bahnhofs passiert und den Oberhafen-Kanal auf einer Stahlbrücke überquert. Die vorhandene zweigleisige Brücke über den Oberhafen-Kanal der Strecke Richtung Rothenburgsort wurde Mitte der 1990er Jahre im Zuge des Ausbaus der Strecke Berlin–Hamburg durch einen eingleisigen Neubau ersetzt. 1996 ging die Güterstrecke Maschen–Rothenburgsort in Betrieb, für die eine dritte Brücke über den Oberhafen-Kanal gebaut wurde.

## Stilllegung und Abriss

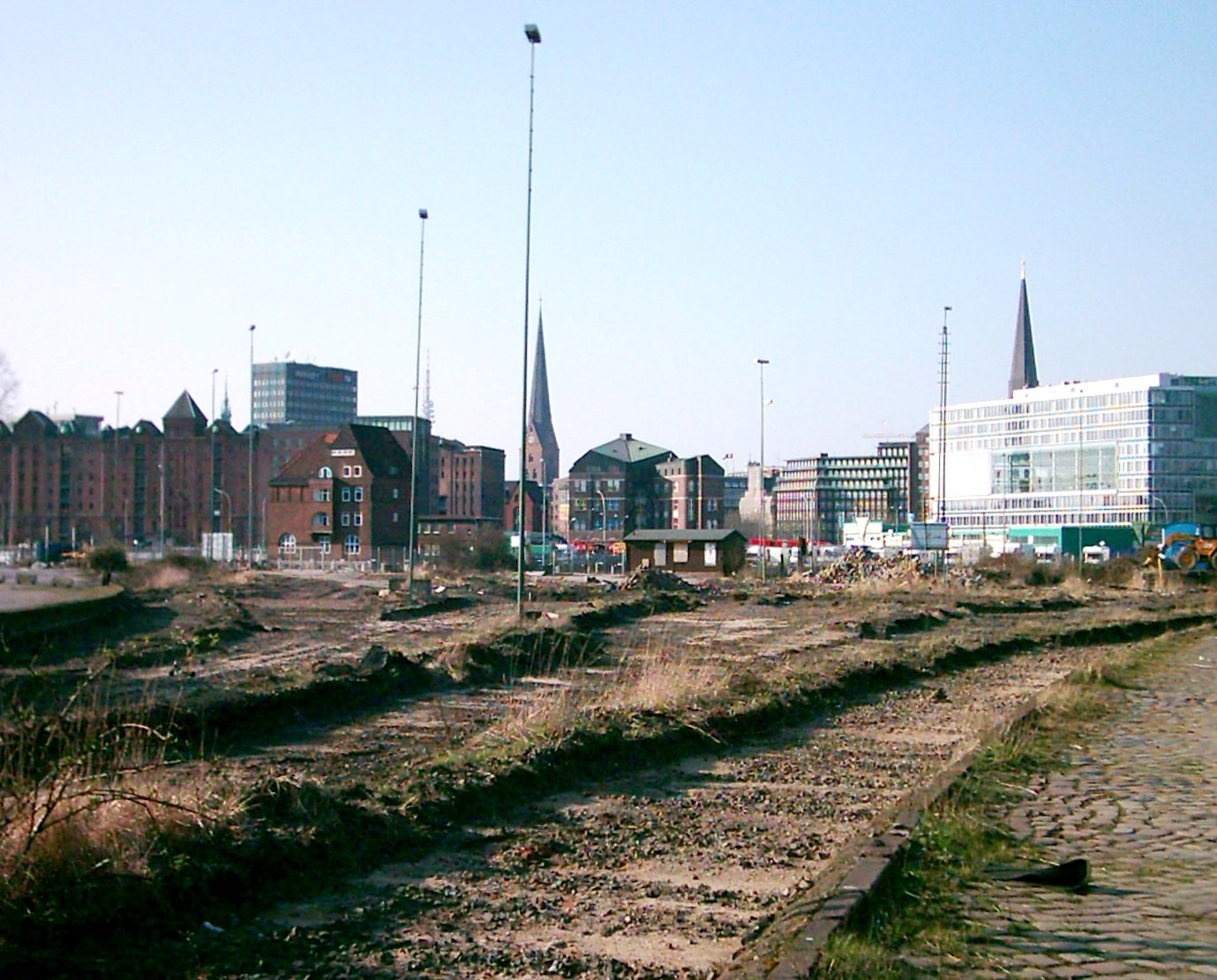
Lohseplatz mit Resten der Freiladeanlage im Jahr 2007

Nach der Inbetriebnahme der Güterumgehungsbahn wurden die Gleisanlagen des Hauptgüterbahnhofs weitgehend abgerissen, seit 1999 heißen die Gleisanlagen im Bereich des früheren Bahnhofs offiziell Abzweigstelle Ericus. Die Stückgutabfertigung war zum Jahresende 1997 eingestellt worden. Auch die Gleise am Hamburger Großmarkt wurden bis 2004 zurückgebaut. Ende 2007 wurde der Überbau der Oberhafenbrücke, neben der sich mit der Oberhafenkantine eine der wenigen erhaltenen Kaffeeklappen Hamburgs befindet, erneuert. Der Viadukt der Pfeilerbahn wurde 2008 abgerissen und durch einen mit Spundwänden eingefassten Damm ersetzt. Seit dem 1. Oktober 2013 wurde die Bedienung der Ladestelle „Hamburg Hauptgüterbahnhof“ (einschließlich der zugeordneten Ladestellen „Logistikzentrum“ und „DB-Dst“ sowie „Railport“) durch die damalige DB Schenker Rail (heute DB Cargo) eingestellt, das Zufahrtsgleis ist seitdem durch eine Sperrtafel stillgelegt.

## Nachnutzung

### QuartierAm Lohseparkmit Gedenkstättedenk.mal Hannoverscher Bahnhof
Auf dem freigewordenen Bahngelände westlich des Bahndamms ist das Quartier Am Lohsepark als Teil der HafenCity mit Wohnhäusern errichtet sowie eine Grünanlage, der namensgebende Lohsepark, angelegt worden.
Am 10. Mai 2017 wurde die Gedenkstätte denk.mal Hannoverscher Bahnhof eingeweiht, die an die Deportationen von Juden sowie Sinti und Roma vom Hannoverschen Bahnhof zwischen 1940 und 1945 erinnert und die das Gelände des Parks durchzieht. Neben dem als Gedenkort ausgewiesenen und unter Denkmalschutz stehenden Relikt des Bahnsteigs 2 des ehemaligen Bahnhofs befindet sich hier eine sogenannte Fuge, die vom ehemaligen Bahnhofsvorplatz entlang dem historischen Gleisverlauf bis hin zum Bahnsteig durch den Park führt. 20 Namenstafeln erinnern an über 8.000 Juden, Sinti und Roma. Bis voraussichtlich 2027 wird am Lohsepark zudem ein Dokumentationszentrum entstehen, das „[...] als zentraler Lernort das Deportationsgeschehen in die Geschichte der nationalsozialistischen Verfolgung einbetten [...]“ soll.

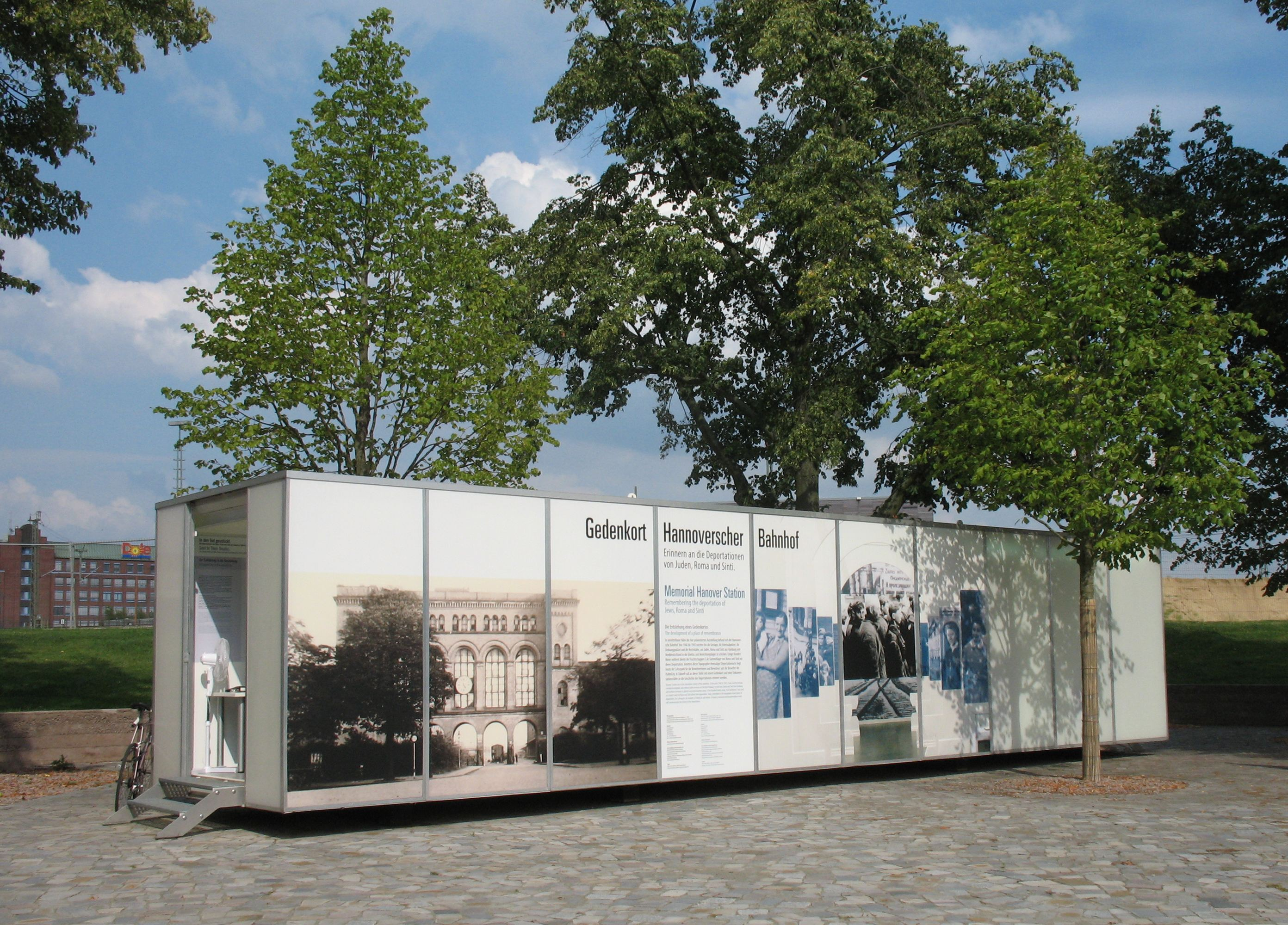
Infopavillon am Gedenkort Hannoverscher Bahnhof
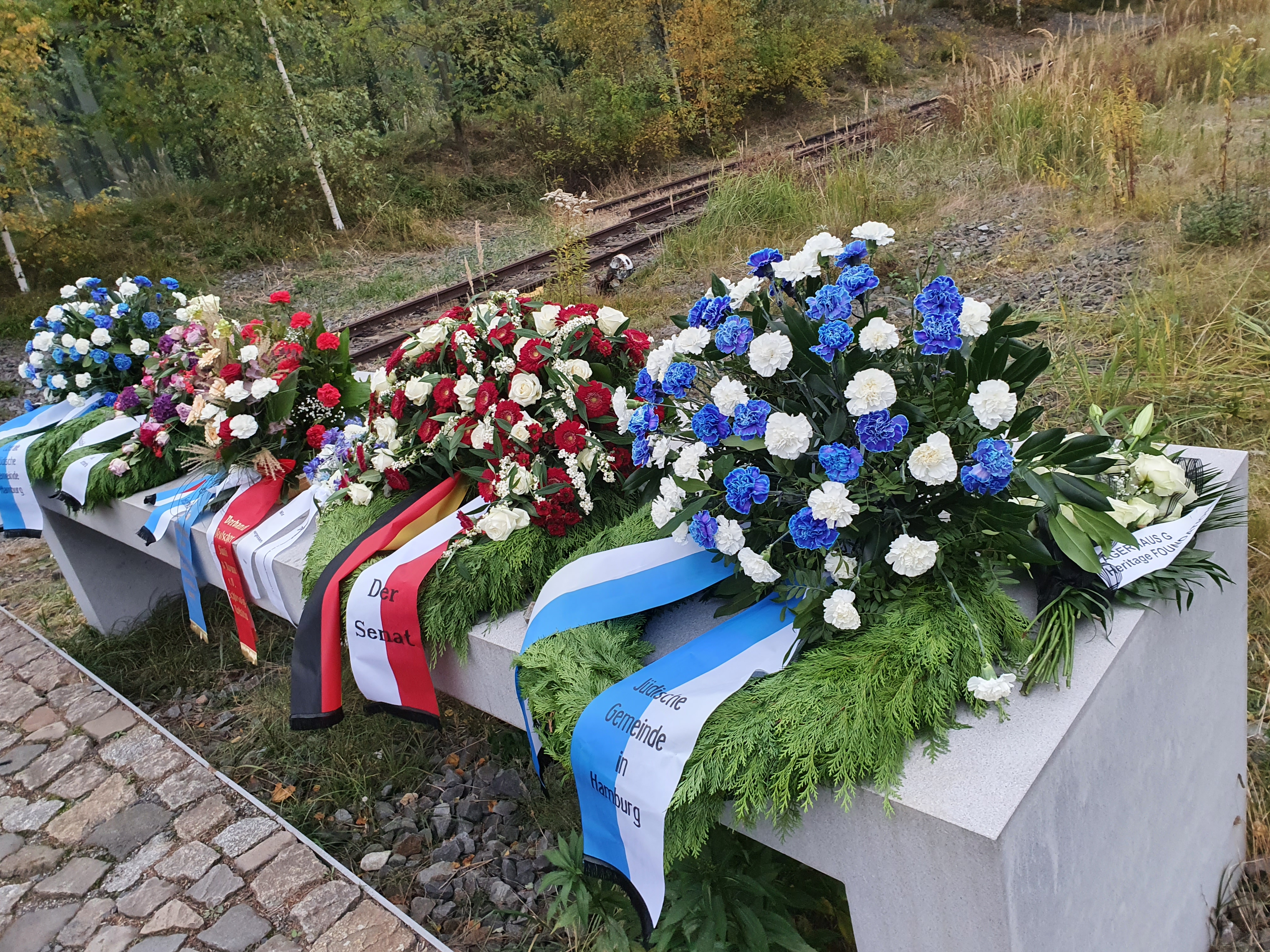
Kranzniederlegung zum 80. Jahrestag der Abfahrt des ersten Deportationszuges
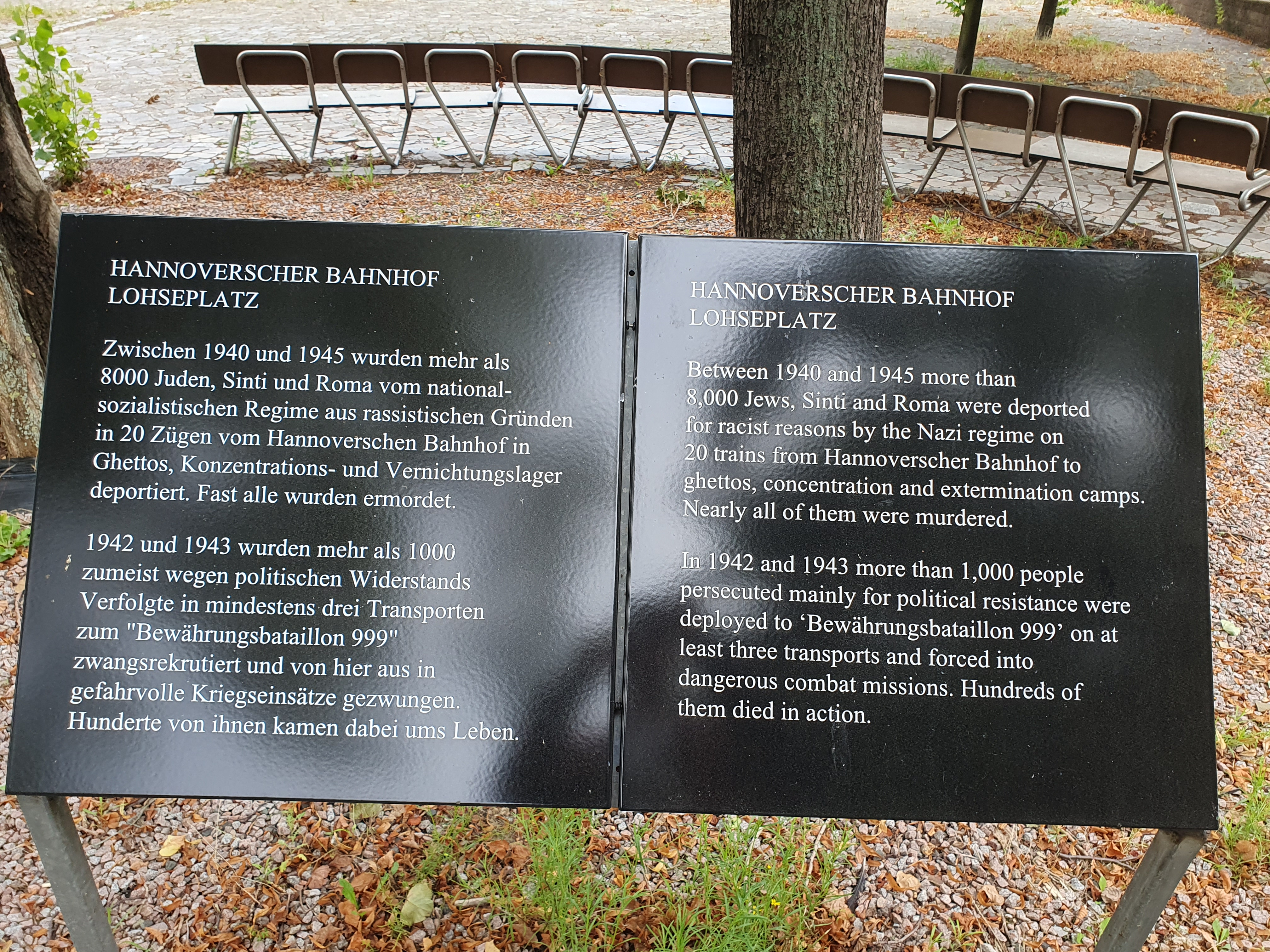
Neue Gedenktafel an die Deportierten vom Hannoverschen Bahnhof

Bereits seit Oktober 1993 erinnert am Hauptbahnhof eine Gedenktafel der Deutsch-Jüdischen Gesellschaft Hamburg an die Opfer der Deportationen. Im Jahr 2005 wurde am Lohseplatz im Rahmen des Hamburger Tafelprogramms ein weiteres Mahnmal aufgestellt. Ebenfalls auf die Transporte bezieht sich das Denk-Mal Güterwagen in Winterhude.

### QuartierOberhafen
Auf dem Gelände östlich des Bahndamms befinden sich im nördlichen Abschnitt bis heute die ehemaligen Hallen und weitere Gebäude des Güterbahnhofs, die nun als Kreativ- und Kulturquartier Oberhafen genutzt werden. Darüber hinaus sollen im bislang brach liegenden östlichen Abschnitts dieses Quartiers ein Fußballplatz und Flächen für Schul- und Vereinssport gebaut werden.